# Polsingen
Polsingen é um município da Alemanha, situado no distrito de Weißenburg-Gunzenhausen, no estado da Baviera. Tem 33,87 km² de área, e sua população em 2019 foi estimada em 1.827 habitantes.